# Kajang
Kajang je město ve východní části Selangor, Malajsie. Kajang je okresní město na Hulu Langat. To se nachází 21 km (13 mil) od malajského hlavního města Kuala Lumpur.
Aktuálně největší počet nárůstu obyvatel je v Kajang na Sungai Chua. Celkový počet obyvatel v Kajang rapidně vzrostl v posledních několika letech, s odhadovaným růstem populace o 9 % ročně.

## Historie
První osídlení se datuje kolem roku 1709. V roce 1807 bylo založeno po Klangové válce.
Kajang jako moderní město vděčí za svůj vzestup zejména na kávových plantážích, které byly otevřeny kolem roku 1890. Jedna z nejznámějších kávových plantáží byla v Inch Kenneth Estate spravovaná bratry Kindersley, kteří byli mezi prvními, kteří zasadili kaučuk v zemi, na komerční bázi.